# Christian Hieronymus von Stutterheim
Christian Hieronymus von Stutterheim (* 5. Oktober 1690 in Forst; † 10. September 1753 in Karlsruhe) war markgräflich-brandenburg-kulmbachischer Wirklicher Geheimer Rat und erster Minister.

## Leben

### Herkunft
Christian Hieronymus war Angehöriger der ursprünglich aus Thüringen stammenden Adelsfamilie von Stutterheim. Seine Eltern waren der sachsen-merseburgische Amtshauptmann der Ämter Forst und Spremberg, Heinrich Otto von Stutterheim (1659–1714) und Catharina Lucretia von Alvensleben (1664–1701).

### Werdegang

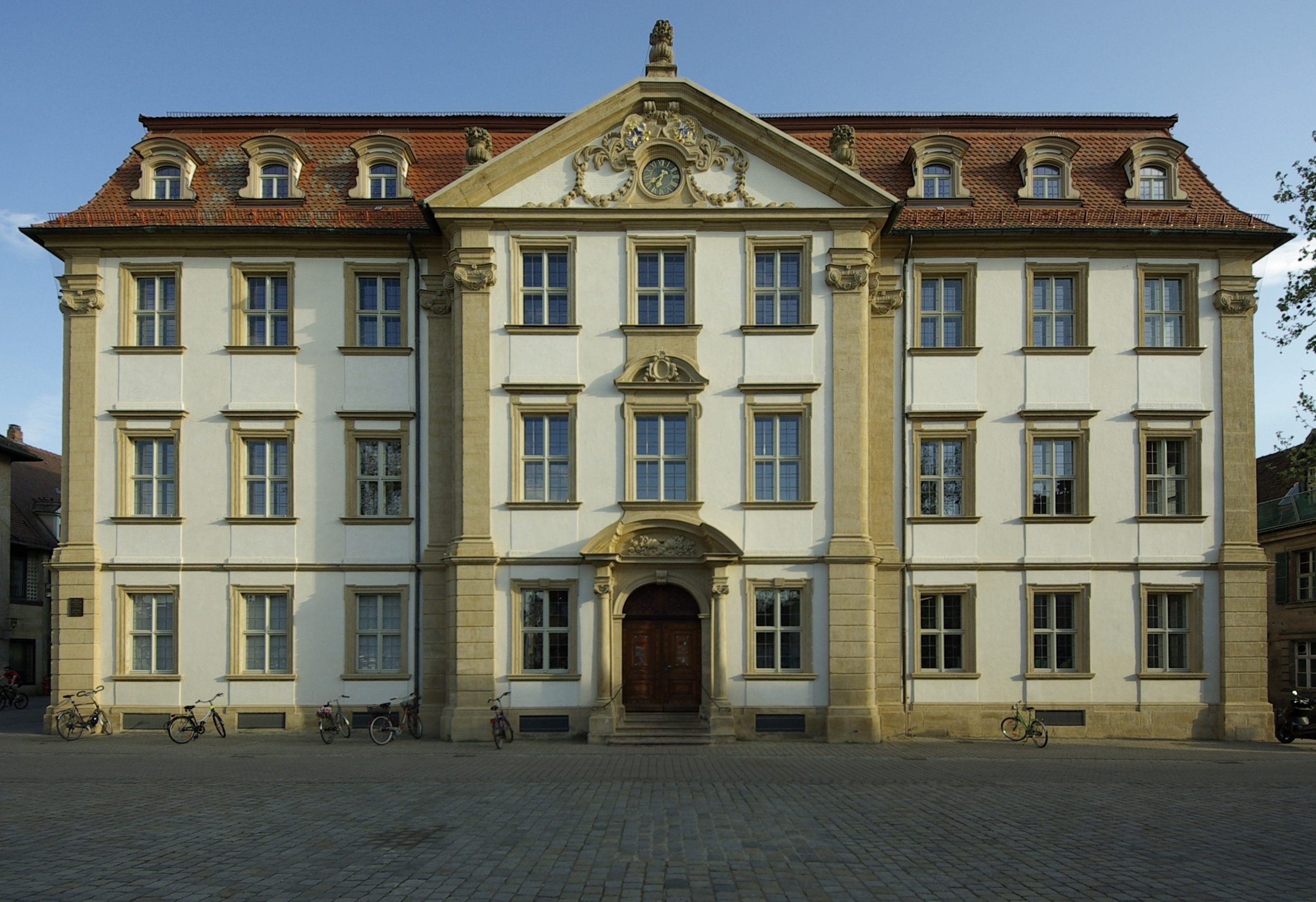
Palais Stutterheim in Erlangen (2012)

Stutterheim trat um 1710/1711 in brandenburg-kulmbachsche Dienste und wurde Kammerjunker bei Markgraf Georg Wilhelm. Um 1715 war er bereits als Hof- und Justizrat, sowie als Hofgerichtsassessor in den Bayreuthschen Verwaltungsdienst übernommen, und 1719 erfolgte seine Berufung zum Amtshauptmann in Erlangen, verbunden mit der Beförderung zum Geheimen Hof- und Legationsrat. Ein Jahr später bereits avancierte Stutterheim zum Wirklichen Geheimen Rat, Hofrichter in Bayreuth und Präsidenten des Justizkollegiums in der Hugenottensiedlung Christian-Erlangen. Ebenfalls 1719 wurde ihm der Ordre de la sincérité verliehen.
Später stieg Stutterheim noch zum ersten Minister des Markgrafen auf und hatte als Premierminister den Vorsitz des Geheimen Ratskollegiums inne. Auch unter dem neuen Markgrafen Georg Friedrich Karl nahm Stutterheim anfangs die erste Stelle unter den Beamten ein. Zwar behielt er ihn nicht als ersten Minister, ernannte ihn aber zum Gesandten des Fürstentums Bayreuth beim fränkischen Reichskreis. Stutterheim wurde 1727 zum Oberamtmann in Hoheneck und Baiersdorf sowie zum Landeshauptmann in Neustadt an der Aisch ernannt. Gleichzeitig wurden ihm alle zu diesem Zeitpunkt überantworteten Ämter auf Lebenszeit zugestanden.
Er ließ daraufhin in den Jahren 1728 bis 1730 in Erlangen das Palais Stutterheim errichten. Entgegen den allgemeinen Erwartungen wurde Stutterheim jedoch 1730 von allen Ämtern entlassen. Obwohl ihm dafür ein respektable Pension in Höhe von 2500 Talern zugestanden wurde, strebte er einen Prozess gegen den Markgrafen vor dem Reichskammergericht an, der jedoch mit einem Vergleich endete.
Seine ererbten Güter Ogrosen, Bolschwitz und Schöllnitz in der Lausitz, hat Stutterheim nie bewohnt oder bewirtschaftet. Er ließ sie zeitlebens durch Verwandte verwalten.

### Familie
Stutterheim vermählte sich 1719 in Frankfurt (Main) mit Johanna Maria von Sehligencron, einer Urenkelin mütterlicherseits von Matthäus Merian. Johanna hatte bereits aus ihrer ersten Ehe mit Stutterheims Amtsvorgänger, Freiherr Johann Philipp von Hünefeld († 1715) 13 Kinder, dennoch brachte die Ehe mit Stutterheim noch einmal 5 Kinder hervor, darunter Christian Wilhelm Karl von Stutterheim.